# Culex canaanensis
Culex canaanensis é um espécie de mosquito do género Culex, pertencente à família Culicidae.